# 土曜日やんなぁ?
土曜日やんなぁ?（どようびやんなぁ?）は、朝日放送ラジオ（ABCラジオ）で2023年7月8日から2025年3月29日まで毎週土曜日の午後に放送されていたワイド番組。同局の東京オフィス（日本生命浜松町クレアタワー18階）内にあるスタジオから放送されていた。

## 概要
2017年10月7日から土曜日の午後に通年で編成されていた『感度良好!中野涼子です』（ABCラジオ本社スタジオからの生ワイド番組）の放送枠を夕方（16:00以降）に移動させたうえで、移動前の基本放送枠（13:00 - 15:45および16:00 - 17:00）から前半の時間帯に東京オフィスのスタジオから放送。関西地方（ABCの放送対象地域である近畿広域圏）の出身で世代の異なる3人の女性パーソナリティ（黒谷友香・青木愛・谷尻萌）を中心に、「ゆったりとしたトーク」を土曜日の昼下がりに繰り広げた。
東京オフィス内のスタジオから関西ローカル向けに放送している関係で、「やんなぁ?」（「土曜日だよね?」というニュアンスの関西弁）を番組のタイトルに入れているほか、関西地方の話題を中心に取り上げている。その一方で、生放送と同時に収録した音源を、放送後に「radiko」のタイムフリー聴取サービスとポッドキャストの「Spotify」「Apple Podcast」で配信。リスナーが番組の感想などをSNSでつぶやく場合には、「#やんなぁ」というハッシュタグの使用を推奨している。
その一方で、2023年が「猫のダヤン」（絵本作家の池田あきこが創作した猫のキャラクター）の誕生から40周年に当たることから、ABCラジオでは「猫のダヤン」を中心に据えたラジオドラマシリーズを制作。シリーズのタイトルは『ダヤンと霧の竜』で、同年7月22日から11月18日まで当番組内の15:30前後に5分間放送していた。
なお、2024年9月29日までは女性のパーソナリティのみで放送していたが、翌週（10月5日放送分）から小櫃裕太郎（東京都北区出身の朝日放送テレビアナウンサー）が番組の進行に加わった。
2025年4月の番組改編に伴い、同年3月29日の放送をもって終了。4月以降の当該時間帯については、13時台に『竹内弘一のなにがナンでも!』を枠移動させ、14時台以降はプロ野球シーズン終了までの間、単発の特別番組枠『サタデーワイド』を編成している。

## 放送時間
いずれも、フルバージョンで放送する場合を基準に記載。
- 2023年7月8日 - 2023年9月30日 　毎週土曜日 13:00 - 15:40および15:55 - 16:00
  - 15:40 - 15:55には、『わくわくお届け便』（事前収録によるラジオショッピング番組）を編成する関係で生放送を中断していた。このような編成との兼ね合いで、フルバージョンで放送された音源をradikoのタイムフリーサービスで配信する場合には、配信対象の音源を「13:00 - 14:00」「14:00 - 15:00」「15:00 - 15:40」「15:40 - 15:55」の4本に分割していた。
- 2023年10月7日 - 2025年3月29日（予定）　毎週土曜日 13:00 - 15:45
  - 『わくわくお届け便』については、単独番組として分離させたうえで後枠（15:45 - 16:00）へ編成。

### 備考
- 全国高等学校野球選手権大会の期間と重なる8月上 - 中旬は、ABCラジオが全試合を中継している関係で、基本として当番組を休止する。
  - 2023年の第105回全国高等学校野球選手権記念大会期間中は、8月12日と8月19日が該当。当初の大会日程では19日が（準々決勝と準決勝の間の）「休養日」に充てられていたが、実際には令和5年台風第7号が15日（火曜日）に関西地方の上空を縦断した影響で、18日（金曜日）に組まれていた準々決勝（全4試合）が19日に順延されていた。
    - 朝日放送ラジオでは、7月8日以降の土曜日で17:40 - 17:55に単独番組として編成されている『わくわくお届け便』を、大会の開幕前日（8月5日）のみ14:45 - 15:00に繰り上げて放送することを決定[4]。15時台の『わくわくお届け便』も通常どおり放送することを決めていたため、8月5日の当番組では放送枠を「13:00 - 14:45」「15:00 - 15:40」「15:55 - 16:00」に分割することで対応した。なお、この日は黒谷が当番組を初めて休演したため、青木と谷尻だけで進行。
- 土曜日の午後には日本プロ野球（NPB）のシーズン中（基本として7・8月の夏季を除く期間）に阪神タイガースのデーゲームが組まれることが多く、ABCラジオでも阪神のデーゲーム中継を『ABCフレッシュアップベースボール』として放送することを優先。編成上の前番組に当たる『感度良好!中野涼子です』では、当番組の開始前週（2023年7月1日）まで、中継の有無や対象カードの試合展開に応じて放送の時間・形態を柔軟に調整してきた（当該項で詳述）。当番組へ移行してからは、デーゲーム中継が組まれている日に、13:00から中継開始5分前（基本として13:55）までの短縮放送で対応。また、前番組と違ってデーゲーム中継に直結せず、前座コーナー扱いのミニ中継も組み込んでいない。
  - 2023年には、当番組の開始日（7月8日）から9月2日までの土曜日に組まれている阪神戦（全9試合）がナイトゲームであったため、全国高校野球選手権大会の期間中を除いて上記のフルバージョンで対応。土曜日開催の阪神戦がデーゲームとして組まれていた9月9日・9月16日には、当該試合の中継が実施されたため、当番組では『ダヤンと霧の竜』を13:40頃から5分間放送した。
  - 2024年のシーズン中には、前年の7月まで中野が土曜日に兼務していたデーゲーム中継の（朝日放送ラジオ本社における）スタジオMCを、小早川秀樹が金曜日のナイトゲーム／土曜日のデーゲーム中継時と合わせて務めている。そのため、中継を予定したカードの中止が中継の開始前後に決まった場合や、中継の開始後に天候不良などで審判団からノーゲームと宣告された場合には、小早川のMCによる『フレッシュアップベースボール』のスタジオバージョンで17:00からの『感度良好!中野涼子です』につないでいる。
    - 2024年7月20日には、阪神を初めとするデーゲームの中継が最初から組まれていなかったにもかかわらず、事前収録による短縮放送を13:00 - 13:55に実施していた。朝日放送ラジオが『桑原征平生誕80年&ABCラジオ20周年「イッツ・征タイム!!」』（本社スタジオからの生放送による特別番組）を14:00 - 15:45に編成したことに伴う措置で、本来は本社のニューススタジオから当番組に内包している「ABCニュース」「ABC天気予報」「ABC交通情報」（いずれも土曜午後分）については、単独番組として13:55 - 14:00の時間帯にまとめて放送した。
- 2023年9月23日（秋分の日）には、朝日放送ラジオの制作による東京ヤクルトスワローズ対阪神戦（明治神宮野球場でのナイトゲーム）中継を、『ABCフレッシュアップベースボール』として17:55から放送。さらに、『ABCラジオホリデースペシャル　～ますだおかだ増田　もういっこの土曜日～』(ますだおかだの増田英彦がパーソナリティを務める同局本社スタジオからの生放送番組）を13:00 - 17:40に編成したことに伴って、当番組と『感度良好!』を休止した。
- 2024年2月10日には、番組史上初めての収録放送を全編にわたって実施。黒谷と谷尻の進行で前日（2月9日）に収録した音源を放送した。収録に際しては、その旨を前週（2月3日）の生放送で告知したうえで、リスナーからのメッセージを収録日までに受付。青木は収録に参加しなかったものの、収録の終盤（放送上は15時台の前半）には久野知美（大阪府寝屋川市出身のフリーアナウンサー）をゲストに迎えていた。
  - 以降の放送でも、全編の事前収録で対応することがある。2024年7月13日・20日（前述）に放送された短縮版の収録には、谷尻と同じセント・フォースに所属する小野寺結衣（アメリカ合衆国・シカゴ出身のフリーアナウンサー）が、谷尻に代わって参加していた。

## 出演者

### パーソナリティ
- 黒谷友香（女優：大阪府堺市の出身で1975年に出生）
  - ラジオ番組のパーソナリティを、当番組で初めてレギュラーで担当。パーソナリティ陣で一番の年長者であることから、当番組では本人の希望で「友姉（ともねぇ）」と呼ばれている。
- 青木愛（元・アーティスティックスイミング日本代表選手：京都市左京区の出身で1985年に出生）
  - びわこ成蹊スポーツ大学在学中の2008年に北京夏季オリンピックへ日本代表で出場したことを節目に現役を引退してからは、指導者・タレント・スポーツコメンテーターとして活動するかたわら、数々のテレビ番組でキャスターやリポーターを経験。当番組でも、一部のコーナーで進行役を任されている。
  - 東京でも活動しているが、パーソナリティ陣で唯一関西地方（大阪府）に在住。2023年12月9日・16日には、「ゲスト」として迎えられていた『播戸竜二のバン!バン!バン!』の収録音源が当番組の前枠（12:30 - 13:00）で流れる関係で、放送上は朝日放送ラジオが東京で制作している番組に2番組連続で出演している。
- 谷尻萌（セント・フォース所属のキャスター：京都市の出身で1999年に出生）
  - 当番実の開始前から『めざましどようび』（フジテレビ制作の生放送番組で近畿広域圏では関西テレビがフルネットを実施）の気象キャスターを2023年3月30日まで務めていたため、土曜日には同日まで『めざましどようび』に続いて出演。ラジオでは初めてのレギュラー番組にもかかわらず、大半の時間帯で進行役を任されている。
  - グレープカンパニー（サンドウィッチマンの所属事務所）代表取締役社長の中村歩と結婚したことを、2024年3月16日に『めざましどようび』と当番組で相次いで発表。パーソナリティ陣で一番の年少者にして、最初の既婚者になった。

東京発の番組ではあるが、上記の3人は関西弁でトークを展開。2024年9月までは、リスナーから寄せられたメッセージも、3人で交互に紹介している。
進行
- 小櫃裕太郎（朝日放送テレビアナウンサー：東京都北区の出身で2000年に出生）
  - 当番組初の男性の進行および、関西以外の地方で出生した進行として、2024年10月5日から出演[3]。上記の3人とは逆に、朝日放送テレビへの入社前までは東京都内で暮らしていて、2023年4月1日付の入社を機に関西地方での生活を始めている。

### 『ダヤンと霧の竜』（連続ラジオドラマ）の主なキャラクターと出演者
（   ）内は声を当てる声優
- ダヤン（榎木淳弥）
- ジタン（岩崎諒太）
- ネブラ（浅野真澄）
- コリオリの目（仲村宗悟）
- シーム（新田恵海）
- 風の結び目（前田佳織里）
- マーシィ（降幡愛）
- ウィー（和泉風花）
- バニラ（白城なお）
- ナレーション：島本須美

## 主なコーナー

### 現在（2023年11月第4週以降）
- 「関西トピックランキング」
  - 13時台と15時台に放送。関西地方（近畿広域圏）で話題になっているトピックス（ニュース、スポット、グルメ情報など）を、トップ10方式で紹介する。
- 「ヘルスケアCLUB」
  - リスナーのヘルスケア（健康維持）に役立つ情報を紹介するコーナーで、13時台の後半に放送。専門家がスタジオや電話で最新の情報を解説するほか、パーソナリティが日常生活で実践している健康法も紹介する。
- 「今日のブレイクタイム」
  - パーソナリティがコーヒーや紅茶を飲んだり、阪急うめだ本店のバイヤーが勧めるグルメ（スイーツや旬の果物）を試食したりするゾーンで、14時台の前半に設定。当該バイヤーによる電話での解説を交えながら、パーソナリティがグルメの感想を述べ合っている。
- 「仕上がりバツグン!情報局」
  - 中央競馬で翌日（日曜日の午後）に予定されている重賞競走[5]から1つのレースを対象に、パーソナリティが1着馬の予想を発表するコーナーで、「今日のブレイクタイム」に続いて放送。放送の時点における対象レースの情報（1番人気の出走馬の名前とオッズ）や、予想した出走馬の結果も谷尻が伝えている。
  - パーソナリティがいずれも競馬予想の初心者であることから、同じ立場にあるリスナーにも分かるように、対象レースの過去の傾向や予想の仕組みなどを紹介しながら進行。乗馬の経験が豊富な黒谷は、直近の『週刊Gallop』に掲載されている出走予定馬の写真だけで判断した予想を発表している。
  - 他の競馬予想番組（朝日放送ラジオの『ジョッキー・ルーム』など）と違って、競馬予想の専門家（競馬専門の記者など）を招いていないため、企画の発案者（競馬に詳しい放送作家の「いっちゃん」）がこのコーナーにのみ出演。
- 「これ始めよう!」
  - 番組スタッフやリスナーが推薦するエンタテインメント系の作品（テレビドラマ・新作映画・インターネット配信限定の動画コンテンツなど）を毎回数本紹介するコーナーで、14時台の後半（「仕上がりバツグン!情報局」の直後）に編成。パーソナリティにとって未知の作品を取り上げる場合には、コーナーのタイトルを踏まえて、「『鑑賞したい』と感じた作品を次回の放送日までに鑑賞する」という宿題を課している。なお、リスナーからの推薦は、コーナーの初回放送後からメールで受け付けている。
- 「耳から旅気分」
  - パーソナリティやリスナーからのリクエストに応じて番組スタッフが収録した「関西ならではの音」を流すコーナーで、14時台の終盤から15時過ぎにかけて編成。ちなみに、初回の放送前にはリスナーからメールによるリクエストを受け付けていなかったため、初回は黒谷からのリクエストを受けて収録された音（東海道新幹線のN700S系電車が新大阪駅のホームへ到着した際の音など）を流した。
  - コーナーの直前には、谷尻が「クイズ　何の音やねん?」と称して、「耳から旅気分」では取り上げない「音」の正体を黒谷と青木に予想させている。リスナーからもメールで回答を受け付けたうえで、「耳から旅気分」の最後に正解を発表。
- 「どこでバズってるん?」
  - SNSなどで注目されている海外の話題からいくつかのトピックスを紹介するコーナーで、15時台の前半に編成。シンクロナイズドスイミング（現在のアーティスティックスイミング）選手時代から海外からの渡航歴が豊富で、現役引退後の2018年度から『朝だ!生です旅サラダ』（朝日放送テレビの本社スタジオから土曜日の午前中に放送）の「旅サラダガールズ」（海外リポーター）に名を連ねている青木が進行する。
- ABCニュース
  - 朝日放送ラジオの本社スタジオから、13時台の前半と14時の時報明けに放送。14時台では、「ABC天気予報」とセットで編成されている。
  - 『感度良好!中野涼子です』が当番組の時間帯に放送されていた時期に続いて、基本として藤崎健一郎（朝日放送テレビアナウンサー）が担当。藤崎は当番組の開始後も、夕方から『感度良好! - 』内のニュースと天気予報に出演している。
- ABC交通情報
  - 14:05頃と15:05頃に、日本道路交通情報センターの大阪事務所から放送。

#### 過去
- 連続ラジオドラマ『ダヤンと霧の竜』（2023年7月22日 - 11月18日、15:30頃 - 15:35頃に放送）
  - 本編は1回につき5分で、事前に収録していることから、本編の前後に生放送のパートを編成。本編の前には、谷尻が前回までのあらすじを紹介している。放送開始前週（2023年7月14日）の15時台前半には、作品の紹介を兼ねて、作者の池田あきこを生放送のゲストに迎えていた。
  - 2023年9月29日までは、本編に続いて黒谷・青木を交えた3人で感想を語り合った後に、生放送を再び中断。『わくわくお届け便』をはさんで、15:55からのエンディングパートにつないでいた。
  - 「猫のダヤン」シリーズのラジオドラマについては、MBSラジオ（朝日放送ラジオと同じ近畿広域圏のJRN・NRN加盟局）でも、当番組での放送翌年（2024年）に『ダヤン、奇妙な夢を見る』を単独番組として7月2日から毎週火曜日の未明（基本として1:00 - 1:05＝月曜日の25:00 - 25:05）に放送している。